# Gecarcinidae
Los gecarcínidos (Gecarcinidae) son una familia de verdaderos cangrejos que se adaptan a la existencia terrestre, es conocida comúnmente como de los cangrejos de tierra. Al igual que todos los otros cangrejos, los cangrejos de tierra poseen una serie de branquias. Además, la parte del caparazón que cubre las branquias se infla y está equipado con vasos sanguíneos. Estos órganos extraen el oxígeno del aire, de forma análoga a los pulmones de los vertebrados. Los cangrejos de tierra adultos son terrestres, pero visitan periódicamente el mar, donde se reproducen y sus larvas se desarrollan. Los cangrejos de tierra son tropicales y omnívoros que a veces causan daños considerables a los cultivos. La mayoría de los cangrejos de tierra tienen una de sus pinzas más grande que la otra.

## Géneros
La familia consta de los siguientes géneros:
- Cardisoma
- Discoplax
- Epigrapsus
- Gecarcinus
- Gecarcoidea
- Johngarthia